# St.-Pischoi-Kloster

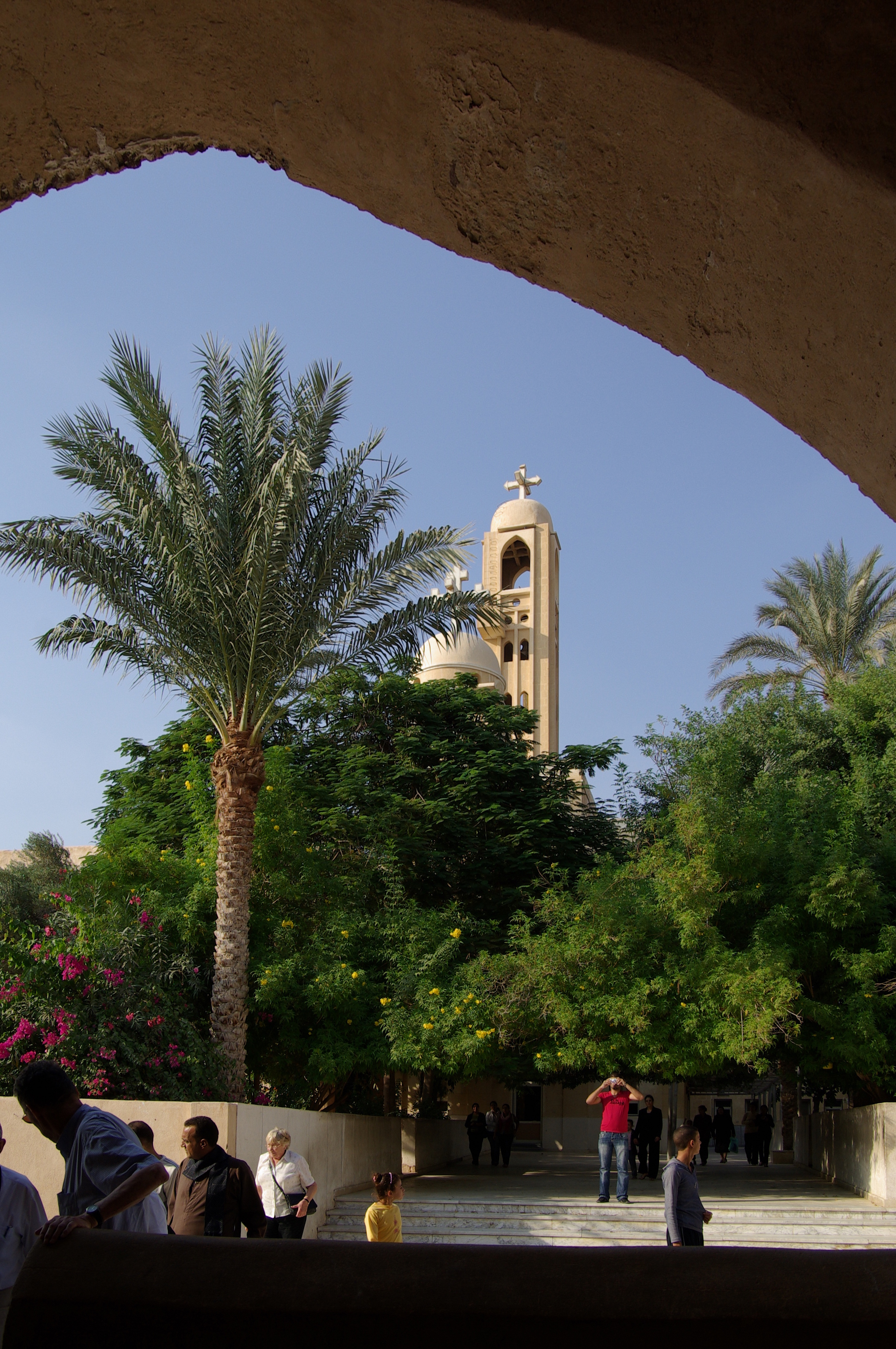
St.-Pischoi-Kloster

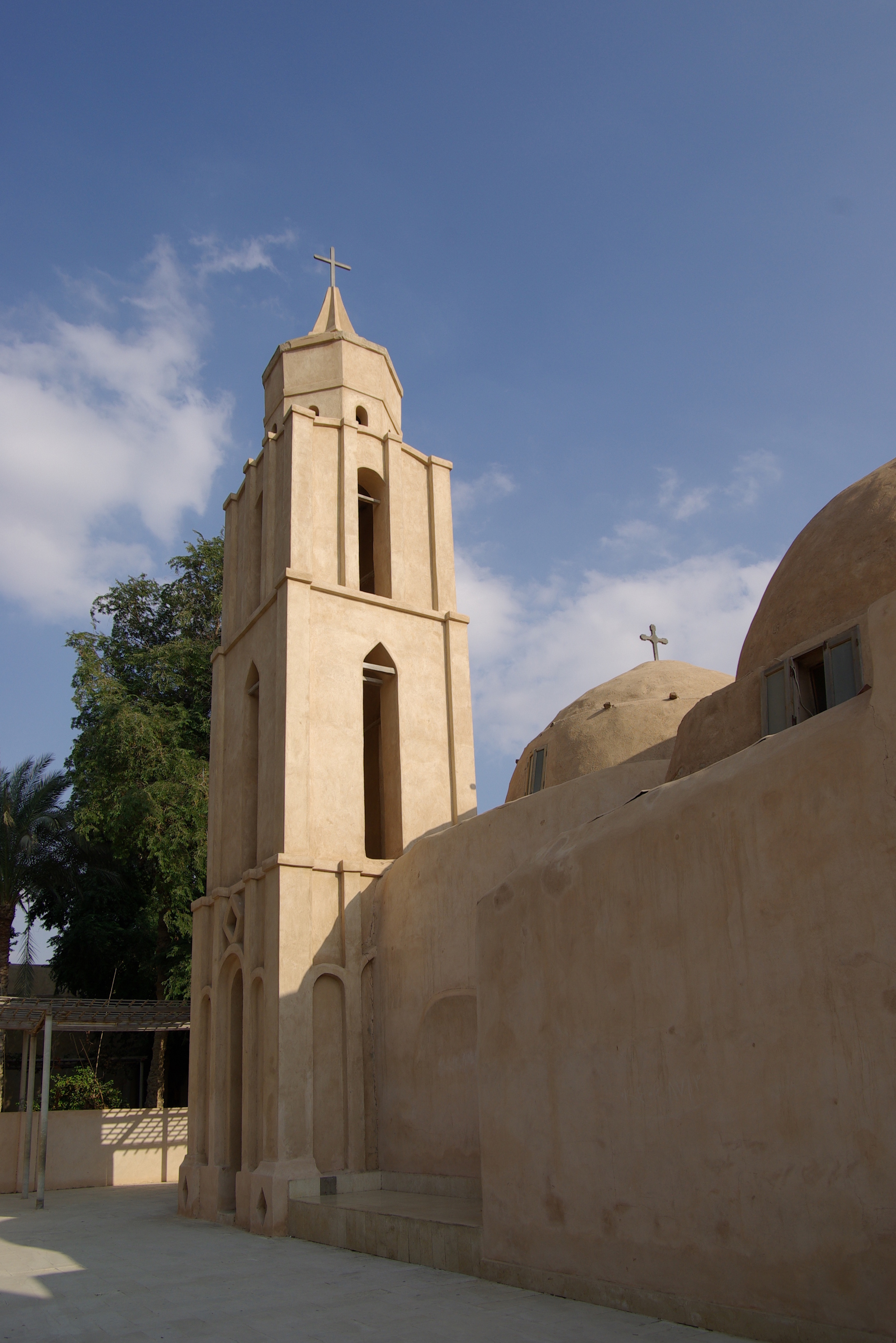
St.-Pischoi-Kloster

Das St.-Pischoi-Kloster (auch Bishoy, Pishoi oder Bishoi geschrieben; ägypt.-arab.: Dair Anba Bischoi) befindet sich im Wadi el-Natrun, gelegen in der nitrischen Wüste im Gouvernement al-Buhaira in Ägypten. Es ist das bekannteste koptisch-orthodoxe Kloster, das nach dem Heiligen Pischoi (320–417) benannt ist. Unter den vier bestehenden Klöstern der nitrischen Wüste liegt es am östlichsten. Der aktuelle Bischof und Abt des Klosters ist Sarapamon (Serapis Amon).

## Geschichte
Das Kloster wurde von St. Pischoi im 4. Jahrhundert gegründet. Am 13. Dezember 841 (Mecher), erfüllte Papst Yusab I. den Wunsch von St. Pischoi und bettete seinen Körper hier zur letzten Ruhe, ebenso den von Paulus von Tammah. Bis zu diesem Zeitpunkt wurden die Leichen der beiden Heiligen im Kloster von St. Pischoi in Dair al-Berscha aufbewahrt.

## Beschreibung
Heute enthält das St.-Pischoi-Kloster die Reliquien von St. Pischoi, St. Paul von Tammah und einigen anderen Heiligen. Auch Papst Schenuda III. wurde dort beigesetzt.
Das Kloster hat fünf Kirchen, wobei die Hauptkirche nach St. Pischoi benannt worden ist. Die anderen Kirchen wurden nach der Jungfrau Maria, St. Iskhiron, St. Georg und Erzengel Michael benannt. Das Kloster ist von einer Mauer umgeben, die im fünften Jahrhundert nach Christus erbaut wurde, um das Kloster gegen die Angriffe der Berber zu schützen. Eine erste Burg wurde im frühen 20. Jahrhundert gebaut, wurde aber später durch eine von Papst Schenuda III. erbaute vierstöckige Burg ersetzt. Darüber hinaus gibt es im Kloster eine Quelle, die als Quelle der Märtyrer bekannt ist. Die koptische Überlieferung besagt, dass die Berber ihre Schwerter darin reinigten, nachdem sie die neunvierzig alten Märtyrer von Skete getötet hatten, und später die Leichen der Märtyrer dort hineinwarfen. Später begruben die Christen die Leichen in der Nähe des Klosters des Heiligen Makarios.
Unter dem inzwischen verstorbenen Papst der koptisch-orthodoxen Kirche, Schenuda III., begann das St.-Pischoi-Kloster zu expandieren, indem neues Land rund um das Kloster gekauft und entwickelt wurde. Viehzucht, Geflügel- und Milchviehhaltung wurden ebenfalls aufgebaut. Alte Gebäude und Kirchen wurden restauriert und die Zellen für die Mönche, Rückzugsräume, eine Residenz für den koptischen Papst, Anbauten für einen Empfangsbereich, ein Auditorium, Konferenzräume sowie Zäune und Tore wurden ausgebaut. Schenuda III. wurde hier nach seinem Tod im März 2012 begraben.

## Päpste aus dem Kloster St. Pishoi
- Gabriel VIII. (1525–1570)
- Makarius III. (1942–1945)

## Andere nach dem Heiligen Pischoi benannte Klöster
- Das Kloster des Heiligen Pischoi in Dair al-Berscha, in der Nähe von Mallawi
- Das Kloster des Heiligen Pischoi östlich von Armant